# True Crime: Streets of LA
True Crime: Streets of LA је акциона авантуристичка видео-игра из 2003. године.
Игра прати живот Николаса Кенга, америчког полицајца из кинеске четврти Лос Анђелеса, који је задужен да реши случај бомбаша у кинеској четврти и како истрага одмиче, налази све више доказа да су повезани са нестанком његовог оца 20 година раније.